# André Kourbski
Le prince André Mikhailovich Kourbski (en russe : Андрей Михайлович Курбский, 1528-mai 1583) fut un ami intime et un grand général du tsar Ivan le Terrible avant de devenir l'un de ses plus farouches opposants. Sa correspondance avec le tsar, après son exil en Pologne, est une source unique de l'histoire du XVIe siècle russe.

## Biographie
Kourbski appartient à la famille des Riourikides et son nom vient du village de Kourba, près de Iaroslavl. Très tôt, il se fait reconnaître par son courage à l'occasion des campagnes annuelles d'Ivan IV contre le khanat de Kazan. En 1552, il commande l'aile droite de l'armée lors du siège de cette ville mais il est blessé pendant la bataille. En 1555, il écrase la rébellion des Oudmourtes. Il devient alors l'un des conseillers les plus écoutés du souverain qui le fait entrer dans la caste des boyards.
En 1560, Ivan IV, désirant reculer ses frontières jusqu'à la mer Baltique, déclare la guerre contre la Livonie. André Kourbski commande les troupes qui s'emparent de Fellin, mais c'est déjà la fin de leur amitié. En 1564, il fuit la Russie et s'exile en Lituanie. Dans sa future correspondance avec le tsar, il lui reproche de réprimer injustement les boyards et d'opprimer les paysans polonais. De son côté, Ivan l'accuse de trahison et de déloyauté. Il aurait tenté, selon lui, de faire de Iaroslavl une principauté indépendante. Il aurait aussi tenté de séduire son épouse, la tsarine Anastasia Romanovna Zakharine puis de l'avoir empoisonnée. 
La même année, le prince Kourbski conduit une armée contre la Russie. Comme récompense, le roi polonais lui donne la ville de Kovel, en Volhynie. Il y habite jusqu'à sa mort, y défendant la foi orthodoxe de ses sujets polonais.

## Œuvres
C'est entre 1564 et 1579 qu'André Kourbski et Ivan le Terrible s'échangent des lettres de plus en plus violentes. Le prince blâme le tsar pour ses crimes insensés et se prononce pour une monarchie plus modérée. Il préconise une décentralisation du pouvoir à la polonaise, où les boyards auraient leur mot à dire sur la politique du souverain.
Il écrit également une Histoire du grand prince de Moscou dans laquelle il prend la défense de certains de ses protégés, notamment de Théodoret de Kola contre les décisions du tsar.